# Copăceni (okręg Kluż)
Copăceni – wieś w Rumunii, w okręgu Kluż, w gminie Săndulești. W 2011 roku liczyła 1187 mieszkańców.